# Dasyatis say
Espèce
Statut de conservation UICN

 LC  : Préoccupation mineure
Dasyatis say est une espèce de raies. Elle fait partie de la famille des Dasyatidae.